# Liroconit
Liroconit (lub Lirokonit) – minerał z grupy arsenianów. Uwodniony arsenian glinu i miedzi z nieznaczną domieszką fosforu. Nazwa pochodzi od greckich słów leiros = blady i conia = pył ze względu na jasny kolor sproszkowanego minerału.

## Charakterystyka
Lirokonit jest półprzezroczystym minerałem o niebieskiekozielonej lub niebieskoszarej barwie. Krystalizuje w układzie jednoskośnym, w formie płaskich kryształów, soczewek, krótkich słupków, w druzach, skupieniach zbitych. Połysk szklisty, tłusty. Waży ok. 3 razy więcej niż taka sama ilość wody w temperaturze pokojowej. Dość miękki - 2-2,5 w skali Mohsa.

## Występowanie
Występuje w strefach utleniania rud miedzi. Towarzyszą mu malachit, limonit, kwarc i inne. Można go znaleźć w Kornwalii (Wielka Brytania), paśmie górskim Uralu, Niemczech i na Węgrzech.